# Poll gris
El poll gris (Parlatoria pergandii) és una espècie d'hemípter esternorrinc de la família Diaspididae, que pot esdevenir en plaga dels cítrics.

## Etimologia
- Parlatorea: en honor del botànic italià Filippo Parlatore (1816-1877).[4]
- pergandei: en honor de l'entomòleg estatunidenc Theodore Pergande amb descendència alemanya.[5]

## Distribució
La distribució d'aquesta espècie és molt ampla, apareixent en quasi totes les zones tropicals i subtropicals del món, relacionada íntimament amb la presència de diverses espècies de cítrics. Probablement és original d'Àsia meridional, de la part de la Xina.

## Descripció
El cos de tots els estadis, així com els ous, és de color violaci, però moltes formes apareixen cobertes per un escut ovalat o circular aplanat i lleugerament convex. El de les femelles adultes pot assolir de fins a 2 mil·límetres de longitud, amb un lleu tint violaci en les adultes i rosat en les formes larvals. Presenten un apèndix terminal allargat de color groguenc fosc o marró, amb una banda longitudinal en la zona mitjana. També tenen un vel ventral curt i blanquinós. Es pot distingir esta espècie de cotxinilla per no tenir macroductes dins del marc format pels porus perivulvars (10-20 a cada costat) i pel marge extern dels lòbuls del pigidi similars que no es troben una sola vegada i pel seu quart lòbul en forma de projecció cònica. L'anus es troba a prop del grup posterior dels porus perivulvaris. El prosoma porta 6-8 tubercles conductes. L'exúvia dorsal dels estadis més joves és més fosca, de vegades amb una tonalitat groguenca, i se situa en un extrem de l'escut de la femella.
El mascle presenten un escut allargat, d'1 mil·límetre de longitud, de color grisenc o malva molt clar amb un extrem més fosc, amb un apèndix terminal a vegades marcat amb una banda verdosa.
Les larves són mòbils en nàixer, i és el moment de la primera dispersió sobre la planta hoste.

## Biologia
És una espècie molt polífaga, que ha sigut trobada en plantes de 72 gèneres de 17 famílies diferents, i que té predilecció pels cítrics. S'ha detectat la seua presència en diverses espècies destacades, com ara camèlies, aucuba japonesa o llorer tacat (Aucuba japonica), taronger agre (Citrus aurantium), taronger dolç (Citrus sinensis), mandariner (Citrus reticulata), boneter europeu (Euonymus europaeus), hibiscus, gesmilers, olivereta (Ligustrum vulgare), palmera canària (Phoenix canariensis), llentiscle (Pistacia lentiscus), rusc (Ruscus aculeatus) i marfull (Viburnum tinus).

### Cicle de vida
Al laboratori, criat amb llimones verdes a 24-28 °C i 70-80% RH, va completar una generació en 6-8 setmanes, i les femelles tenien una bona descendència. El llindar de desenvolupament es va fixar en 11 °C i es van necessitar 715 graus dies per a una generació. El desenvolupament es va retardar i no es van produir ous a 32 °C. La humitat relativa baixa dificulta l'aparellament. Sota les nostres condicions es desenvolupen 3 generacions anuals, ocasionalment 4.
A la plana costanera del Mediterrani Oriental aquesta cotxinilla presenta quatre generacions que s'encavalquen. La seua població sobre fruites i fulles augmenta a la primavera i després disminueixen ràpidament, possiblement a causa del jamsin, un vent sec, càlid i polsegós típic de la Península d'Aràbia i el nord d'Àfrica, a la primavera i dels enemics naturals, alguns dels quals són més actius en aquesta situació. El nombre de poll gris augmenta després, augmentant durant l'estiu i l'hivern. La mida d'aquestes poblacions pareix romandre estable any rere any. És als troncs i branques madures on es concentren una gran quantitat de femelles madures, cosa que suggereix que aquestes cotxinilles, que després s'instal·len en fruites i fulles, procedeixen d'aquests recers. L'òrgan vegetal infestat i la varietat del cítric, influeixen en la mida poblacional del poll gris i en la del fruit. Les poblacions de poll gris més gran es produeixen en els fruits més que a les fulles. A més, les poblacions dels arangers són aproximadament el doble que les dels tarongers.
Als nostres territoris, aquesta caparreta passa l'hivern en forma adulta, i és al maig quan ixen de l'ou la primera generació fins al mes de juny. És durant l'agost quan apareixen les larves de la segona generació, la qual es desplaçarà fins als fruits, en especial baix dels sèpals (botó).

## Signes i símptomes
En tractar-se de diaspídids, el danys que causen es produeixen per debilitament de l'arbre com a conseqüència de l'extracció de saba, i per la seua presència als fruits que els deprecien comercialment. Les infestacions severes poden produir clorosi foliar, mort de branques, caiguda dels fruits, disminució dels rendiments, i fins i tot, la mort de les plantes joves en casos extrems. Aquests danys directes són ocasionats per l'alimentació de la cotxinilla i per la possible injecció de substàncies tòxiques de la saliva. Encara amb infestacions menys intenses, el dany sorgeix de manera indirecta per la mateixa presència de l'espècie sobre els fruits els quals es devaluen comercialment. Els individus que s'estableixen sobre els fruits no sobreïxen, però a mesura que el fruit va madurant queda una marca al lloc d'alimentació. Aquestes zones no s'aprecien fins que madura el fruit, ja que aquestes no canvien de color i romanen verdes. Consegüentment, queden taques verdoses o groguenques que alteren l'homogeneïtat cromàtica del fruit. La plaga pot assolir poblacions molt grans a les parts llenyoses, sobretot al tronc, i, ja que els insectes morts no es desprenen, es formen unes capes gruixudes als troncs i les branques principals. No hi ha cap indici que aquestes capes causen danys i ni que les restes segreguen toxines a les plantes hostes.

## Mesures agronòmiques
Els coccoïdeus diaspídids es troben entre les plagues més perjudicials per al conreu del cítrics a la nostra zona. Tant per als tarongers com als mandariners, les espècies més perjudicials per al cultiu els darrers 20 anys han estat la serpeta grossa (Lepidosaphes beckii) i el poll gris. Recentment, la presència del poll roig de Califòrnia (Aonidiella aurantii) ha passat a ser l'espècie mes amenaçant, centrant la major part d'esforços en la recerca de la seua biologia i control. Encara i això, de totes tres espècies, el poll gris és l'espècie més problemàtica.

### Llindar de danys
D'acord amb la Norma Tècnica per a la Producció Integrada de Cítrics, es recomana mostrejar 10 fruits, 8 exteriors i 2 interiors, de 20-30 arbres per parcel·la i determinar el percentatge de fruits afectats (més de 3 individus per fruit). Si s'observa 4-7% o més de fruita afectada en la campanya anterior, es recomana fer un tractament sobre la primera generació, és quan hi ha el màxim de formes sensibles. Si en collita pendent s'observa presència de plaga en més del 1-3% dels fruits (considerant destrio els fruits amb més de 10 escuts) es recomana tractar durant la segona generació. El moment recomanat per a realitzar tractaments químics és quan estan presents el màxim de formes sensibles, és a dir, durant la primera generació, abans que el calze es tanque al fruit. Aquest moment sol coincidir en totes tres espècies, i com que es considera el poll gris una plaga clau dins de la nostra citricultura, és un tractament que condiciona la resta d'altres per a la resta de plagues (poll roig i poll roig de Califòrnia). El valor del llindar econòmic de danys oscil·larà segons el valor de la collita i les despeses del maneig, sobretot dels fitosanitaris.

### Control físic
Una manera de controlar la població de poll gris amb un baix impacte sobre la resta de fauna són els ruixats d'aigua a alta pressió (de 10-20 litres/arbre a 300 psi) poden reduir les poblacions del tronc i les branques principals en més d'un 60% en tres mesos, i al voltant d'un 90% al cap d'un any.

### Control químic
La plaga pot ser controlada amb oli de parafina o d'estiu o organofosforats (clorpirifòs i metil-clorpirifòs). Una única aplicació d'un disruptor del creixement (buprofezín i piriproxifén) és prou per controlar la seua població. Les mateixes que les recomanades per al control de les serpetes a excepció del buprofezín.
Tot i que tradicionalment els tractaments contra el diaspídids es duen a terme en ple estiu, fa temps que se sap que el moment més adient és durant el maig, en el moment de màxim d'immadurs. Tots els productes recomanats són més efectius durant l'etapa de larva mòbil, ja que posteriorment tant la presència de l'escut dificulta la penetració i dispersió del producte.

### Control biològic
Existeixen diversos enemics naturals d'aquesta espècie. El depredador més important és el coccinèl·lid Chilocorus bipustulatus. Per la banda dels parasitoides, cal destacar Hemisarcoptes coccophagus és un àcar ectoparasitoide important. Així com també, els endoparasitoides afelínids: Aphytis hispanicus i Encarsia inquirenda. Els depredadors són més actius en les parts lignificades dels arbres durant l'estiu, mentre que els parasitoides actuen majoritàriament a la primavera, sobretot a les fulles i als fruits. Cap grup d'enemics naturals sembla que reduïsca el nivell de danys per plagues, però els depredadors, actuant durant l'estiu, quan la plaga augmenta la seua població, pareixen ser més importants a l'hora de reduir el nombre de polls.
Tant el poll gris, com el seu parasitoide E. inquirenda poden criar-se de manera massiva sobre carbassa moscada (Cucurbita moschata).

## Importància econòmica
A causa de les taques ocasionades per l'hàbit d'alimentació d'aquest insecte, el fruit perd valor estètic comercial, ja que no modifica les propietats organolèptiques del fruit. Pot arribar a comportar el 10% de pèrdua de la collita.